# Melnick 42
Melnick 42 là một ngôi sao dạng Wolf-Rayet với khối lượng 113 lần Khối lượng Mặt trời nằm trong Đám mây Magellan lớn.